# Траоре, Амара
Амара Траоре (фр. Amara Traoré; род. 25 сентября 1965 года, Сен-Луи) — сенегальский футболист, нападающий. Выступал за сборную Сенегала.

## Карьера

### Клубная
Во взрослом футболе дебютировал в 1988 году выступлениями за команду «Бастия», в которой провёл два сезона, приняв участие в 54 матчах чемпионата Франции. Большинство времени, проведённого в составе «Бастии», был основным игроком атакующего звена команды. В её составе был одним из главных бомбардиров команды, имея среднюю результативность на уровне 0,41 гола за игру.
В течение 1990—1992 годов защищал цвета клуба «Ле-Ман».
Своей игрой за последнюю команду привлёк внимание представителей тренерского штаба клуба «Гёньон», в состав которого присоединился в 1992 году. Сыграл за клуб четыре сезона. Играя в составе «Гёньона» он преимущественно выходил на поле в основном составе. В новом клубе был среди лучших голеадоров, отличаясь забитым голом в среднем почти в каждой второй игре чемпионата.
В 1996 году заключил контракт с «Мецом», в составе которого провёл год своей карьеры. Тренерским штабом нового клуба также рассматривался как игрок «основы».
В течение первой половины 1998 года защищал цвета команды «Шатору».
Во второй половине 1998 года вернулся в клуб «Гёньон», за который сыграл ещё 5 сезонов. С клубом выиграл Кубок французской лиги в 2000 году
. Продолжал регулярно забивать, в среднем 0,35 раза за каждый матч чемпионата. Завершил профессиональную карьеру футболиста в 2003 году.

### Выступления за сборную
В 1987 году дебютировал в официальных матчах в составе национальной сборной Сенегала. В течение карьеры в национальной команде, которая длилась 16 лет, провёл в форме главной команды страны 36 матчей, забив 14 голов.
В составе сборной был участником чемпионата мира 2002 года в Японии и Южной Корее, где Сенегал стал одной из сенсаций турнира, а также в Кубках африканских наций 1994 в Тунисе и 2002 в Мали, где вместе с командой завоевал «серебро».

### Тренерская
Траоре был назначен главным тренером Сенегала в декабре 2009 года. Он проработал в национальной сборной в течение более двух лет, до февраля 2012 года. В марте 2013 года он принял тренерскую работу с гвинейской командой Калум.

## Достижения
«Гёньон»
- Обладатель Кубка французской лиги: 1999/00

Сенегал
- Финалист Кубка африканских наций: 2002
- Обладатель Кубка Амилькара Кабрала (2): 1991, 2001